# 강기창
강기창(姜起敞, 1955년 7월 18일~)은 대한민국의 정치인, 공무원이다.

## 경력
- 제20회 행정고시 합격
- 행정자치부 중앙공무원교육원 교육총괄과 과장
- 행정자치부 행정혁신국 국장
- 중앙인사위원회 후생복지국 국장
- 국가정보원 인사혁신특별보좌관
- 중앙인사위원회 성과후생국 국장
- 소청심사위원회 상임위원
- 2008.12 제27대 강원도청 자치행정국 행정부지사
- 2011.02 강원도청 도지사 직무대행
- 2011.06 제10대 한국가스기술공사 사장

## 상훈
- 대통령표창(1983년 8월)
- 근정포장(1996년 2월)
- 홍조근정훈장(2005년 12월)